# Skálovkovití
Skálovkovití (Gnaphosidae) jsou čeledí pavouků, kterých je zatím známo 2162 druhů začleněných do 122 rodů. V české přírodě se vyskytuje 72 druhů z celkem 18 rodů.

## Popis
Velikosti jednotlivých druhů velmi kolísají. Pohybují se od 2 do 19 mm. Základním rozpoznávacím znakem této čeledi je uspořádání očí do dvou příčných řad po čtyřech, zadní pár bývá oválného tvaru a má redukované čočky. Velmi charakteristickým znakem je též uspořádání snovacích bradavek - přední pár je nejmohutnější, má válcovitý tvar a jeho bradavky jsou od sebe odděleny nejméně o svoji šířku. Zbarvení je většinou tmavé, šedohnědé, často až černé, zadeček bývá u některých druhů světlý až krémový.

## Způsob života
Skálovkovití jsou obyvateli epigeonu (prostředí povrchu půdy, které obývá velké množství členovců). Přes den se ukrývají pod kameny a dřevem, kde si budují tenkostěnné pavučinové komůrky, v nichž dochází ke svlékání a páření pavouků. Ze svých úkrytů vylézají převážně v noci, jen některé druhy i ve dne. Kořist loví aktivně, bez pomoci lapací sítě.

## Rozmnožování
Dospělý samec vyhledá pavučinový úkryt obvykle ještě nedospělé samice, v jejím příbytku počká do jejího posledního svleku, po kterém se stane pohlavně dospělá a ihned ji oplodní - ve chvíli, kdy mu není po svlékání nebezpečná. V pavučinovém zámotku pak samička hlídá plochý kokon pavučinami připředený ke svému podkladu.

## Zástupci
- Skálovka žlutavá (Drassodes lapidosus)
- Skálovka šedá (Haplodrassus signifer)
- Skálovka velká (Gnaphosa lucifuga)
- Skálovka bažinná (Gnaphosa microps)
- Skálovka mravencožravá (Callilepis nocturna)
- Skálovka domácí (Scotophaeus scutulatus)